# Desi Reijers
Dirkje Johanna Reijers, detta Desi (Doetinchem, 4 giugno 1964), è un'ex nuotatrice olandese.
Specializzata nello stile libero ha vinto la medaglia d'argento nella staffetta 4x100 m sl alle Olimpiadi di Los Angeles 1984.

## Palmarès
- Olimpiadi
  - Los Angeles 1984: argento nella staffetta 4x100 m sl.